# Pahna
Pahna ist ein Ortsteil von Fockendorf im ostthüringischen Landkreis Altenburger Land.

## Geografische Lage
Der 10 km nördlich von Altenburg gelegene Ort ist vor allem wegen seines Badesees bekannt, der auch touristisch erschlossen ist. Pahna befindet sich an der nordöstlichen Ecke des Altenburger Lands an der Grenze zu Sachsen. Das Straßendorf befindet sich südwestlich des 194 Meter hohen Wustenberges. Der Pahnaer Forst, der den Ort teilweise umschließt grenzt im Süden an das Deutsche Holz. Das Naherholungsgebiet Seecamping Altenburg-Pahna befindet sich östlich des Ortes. Die Fläche des Badesees beträgt 25 Hektar.
Angrenzende Orte sind im Uhrzeigersinn im Norden beginnend Thräna (Stadt Borna), im Osten Eschefeld (Stadt Frohburg), im Süden Pähnitz (Gemeinde Windischleuba) sowie im Osten Fockendorf.

## Geschichte
Erstmals wurde Pahna im Jahr 1227 als Bane (altsorbisch Tal oder Grube) urkundlich erwähnt. Das ehemalige Sackgassendorf ist eine alte Waldrodung und wird heute noch von drei Seiten vom Pahnaer Forst umschlossen. Bis 1336 gehörte der Ort zur Burggrafschaft Leisnig, später ging es in den Besitz des Bergerklosters zu Altenburg über. In dem Ort existierte ein Vorwerk, das 1543 ein Anspanngut wurde. Bis ungefähr 1550 soll in Pahna eine Kapelle existiert haben.
Pahna gehörte seit dem 16. Jahrhundert zum wettinischen Amt Altenburg, welches ab dem 16. Jahrhundert aufgrund mehrerer Teilungen im Lauf seines Bestehens unter der Hoheit folgender Ernestinischer Herzogtümer stand: Herzogtum Sachsen (1554 bis 1572), Herzogtum Sachsen-Weimar (1572 bis 1603), Herzogtum Sachsen-Altenburg (1603 bis 1672), Herzogtum Sachsen-Gotha-Altenburg (1672 bis 1826). Bei der Neuordnung der Ernestinischen Herzogtümer im Jahr 1826 kam der Ort wiederum zum Herzogtum Sachsen-Altenburg. Nach der Verwaltungsreform im Herzogtum gehörte Pahna bezüglich der Verwaltung zum Ostkreis (bis 1900) bzw. zum Landratsamt Altenburg (ab 1900). Pahna gehörte ab 1918 zum Freistaat Sachsen-Altenburg, der 1920 im Land Thüringen aufging. 1922 kam es zum Landkreis Altenburg. Am 1. Juli 1950 erfolgte die Eingemeindung nach Fockendorf. Mit diesem kam der Ort im Jahr 1952 an den Kreis Altenburg im Bezirk Leipzig, 1990 zum thüringischen Landkreis Altenburg und 1994 zum Landkreis Altenburger Land.
Seit 1821 wurde auf Pahnaer Flur Braunkohle abgebaut, besonders im Osten und Norden. 1956 wurde der Abbau eingestellt, danach begann die Renaturierung. Von 1955 bis 1960 erfolgte die Flutung des Restloches. Es entstand der erste Badesee im Süden Leipzigs.

## Infrastruktur
Pahna liegt an der Kreisstraße 227, die von der 2 km entfernten B 93 im Westen zur 3 km entfernten B 7 im Süden verläuft.

## Sonstiges
Jährlich findet auf dem Pahnaer Campingplatz das Zeltlager der Jugendfeuerwehr des Landkreises statt.